# Ignatius Gabriel I. Tappouni

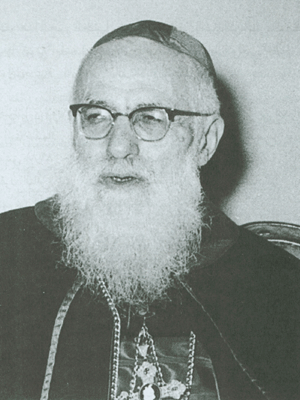
Ignatius Gabriel I. Kardinal Tappouni

Ignatius Gabriel I. Kardinal Tappouni (arabisch جبرائيل تبوني, DMG Ǧibrāʾīl Tabbūnī; französisch Ignace-Gabriel I. Tappouni; * 3. November 1879 in Mosul, Osmanisches Reich, heute Irak; † 29. Januar 1968 in Beirut) war ein führender Prälat der Syrisch-Katholischen Kirche. Er war  Patriarch von Antiochien von 1929 bis 1968 und wurde 1935 zum Kardinal erhoben.

## Leben
Geboren als Abdul-Ahad Dawood Tappouni, getauft als Leo Gabriel Tappouni, studierte er am syrisch-chaldäischen Priesterseminar der Dominikaner. Er empfing am 3. November 1902 die Priesterweihe, wobei er sich den Namen Dominik gab. Nach der Lehre am gleichen Seminar bis 1908 war Tappouni als Sekretär des Nuntius in Mesopotamien tätig.
Am 12. September 1912 wurde er zum Titularbischof von Danaba und chaldäischen Apostolischen Vikar von Mardin ernannt. Tappouni wurde am 19. Januar 1913 Titularbischof von Batnae dei Siri, zum gleichen Zeitpunkt erhielt er durch Patriarch Ignatius Rahmani die Bischofsweihe. Bei seiner Weihe nahm er den Namen Theophile Gabriel an. Im Laufe des Ersten Weltkrieges gelangte er während der osmanischen Christenverfolgung in Aleppo in Haft der osmanischen Türken. Viele Menschen bemühten sich um Tappounis Freisetzung, darunter Kaiser Franz Joseph von Österreich.
Nach seiner Freilassung wurde er am 24. September 1921 durch Patriarch Rahmani zum Erzbischof von Aleppo geweiht. Nach dem Tod des Patriarchen wurde Tappouni von der syrischen Synode einstimmig zum Nachfolger des verstorbenen Rahmani als Patriarch von Antiochia und damit zum Oberhaupt der Syrisch-Katholischen Kirche gewählt. Pius XI. bestätigte seine Wahl und erhob ihn im Konsistorium am 16. Dezember 1936 zum Kardinalpriester mit der Titelkirche Santi XII Apostoli. Tappouni, der den Namen Ignatius Gabriel annahm, war der erste Prälat einer Katholischen Ostkirche seit Pius IX., der in das Kollegium der Kardinäle aufgenommen wurde.
Tappouni war einer der wahlberechtigten Kardinäle, die im Konklave von 1939 Pius XII. wählten, und nahm am Konklave 1958 teil, das Johannes XXIII. wählte. Von 1962 bis 1965 nahm er am Zweiten Vatikanischen Konzil teil. Während der Beratungen des Rates über die Erklärung gegen Antisemitismus beschrieb Tappouni das Dokument als unangebracht, da die Anerkennung des Staates Israel durch den Vatikan die muslimischen Führer im Nahen Osten wütend machen würde. Nach seiner Tätigkeit als wahlberechtigter Kardinal verzichtete er am 11. Februar 1965 auf seine Titelkirche Santi XII Apostoli, weil gemäß dem Motu Proprio Ad purpuratorum patrum, Patriarchen, die nicht der Westkirche angehören, der höchsten Kardinalsklasse der Kardinalbischöfe angehören und keine Titelkirche oder Titeldiakonie haben sollten, sondern ihr eigenes Patriarchat als Titel führen.
Er starb in Beirut im Alter von 88 Jahren und wurde in der syrisch-katholischen Kathedrale von Beirut beigesetzt.

## Ehrungen
- 1961: Großkreuz des Verdienstordens der Italienischen Republik

## Trivia
Der theologisch konservative Tappouni forderte Kardinal Giuseppe Siri im Konklave von 1963 auf zu kandidieren.